# Kotikatu
Kotikatu (Hem gatan) var en finsk dramaserie som visades av tv-kanalen Yle TV1 mellan 1995 och 2012. Pilotavsnittet av serien sändes i TV1:s Kotikatsomo måndagen den 21 augusti 1995 och den första delen av serien torsdagen den 24 augusti 1995.
Ursprungligen visades Kotikatu på torsdagar i avsnitt på 45–50 minuter. Hösten 2009 ändrades visningstiden för serien så att avsnitten delades upp i två halvtimmesdelar, som visades på torsdagar och fredagar. Både torsdagens och fredagens avsnitt ingick i samma avsnitt; första delen visades på torsdagar och andra delen på fredagar. Hela avsnittet återupptogs som en sammanställning på knappt en timme på lördagar.
I oktober 2011 tillkännagavs det att det sista avsnittet av Kotikatu skulle visas den 8 december 2012. Det sista avsnittet av serien spelades in den 26 oktober 2012. Serien var Finlands längsta pågående kontinuerliga dramaserie fram till 2016, då Salatut elämät gick om den.

## Rollista i urval
- Jukka Puotila – Pertti Mäkimaa
- Lena Meriläinen – Eeva Mäkimaa / Virtanen
- Ville Keskilä – Teemu Luotola
- Anitta Niemi – Karin Luotola
- Misa Nirhamo – Janne Mäkimaa
- Tiina Rinne – Maija Mäkimaa
- Aake Kalliala – Mauri Alho
- Risto Autio – Hannes Luotola
- Pirjo Lankinen – Laura Mäkimaa
- Inka Kallén – Mirja Mäkimaa
- Sulevi Peltola – Onni Partanen
- Laura Malmivaara – Tuija Kangasharju
- Eeva Litmanen – Anja Partanen
- Linda Liikka – Kerttu Söder / Mäkimaa
- Ria Kataja – Niina Luotola / Saarela / Susanna
- Elina Erra – Ninni Luotola
- Anni Turunen – Danny Pennanen / Andersson
- Janne Virtanen – Roope Johannes
- Santeri Nuutinen – Jarkko Mäkimaa / Pikku-Pertti
- Kaisla Löyttyjärvi – Pirkko Mäkimaa / Karppinen
- Siiri Sinnemäki – Tuuli Partanen